# Saber Marionette J Again
Saber Marionette J Again (またまたセイバーマリオネットJ, Mata Mata Seibā Marionetto Jei), é uma parte da série é constituída de 6 episodios OVAs de 30 minutos cada, é o imediato andamento de Saber Marionette J sendo seguido como o capítulo 26 em diante e desta continuação após a primeira série antecessor, na sequência de acontecimentos da vida das Mamiya Otaru e suas três marionettes Lime, Cherry e Bloodberry.

## Trama
A guerra terminou oficialmente com Gartland tem, II e Terra voltou a ser um estado de serenidade. Otaru e suas marionetes ter reunificado sob o mesmo teto e vivem uma relaxada, ininterrupto vida. Penitente para maltratar sua Saber Dolls durante seu reinado, Gelhardt von Faust pedidos através da carta que ele gostaria Tiger, Panther e Luchs a viver com Otaru para melhorar a sua etiqueta e habilidades culinárias. Inicialmente, a ideia é um controverso um, mas todos eles aprendem a aceitar uns aos outros como companheiros e resolver, em uma coexistência.
No dia seguinte, um ladrão não identificado, localmente apelidado de "O tufão Bandit", é encontrada a ser responsável por vários furtos em torno da área Japoness. Este stealthy cleptomania acaba por ser uma marionete do nome, ou número do modelo, NSM-X1. Após um breve confronto com ela, Lime da benevolência uplifts a marionete e sua personalidade muda para uma forma mais amigável, um cumpridor. Este Lime convence de que ela tem um bom coração e que suas ações eram incipientes. Sua introdução ao grupo começa bruto, mas que regressou bens roubados e sensação de remorso, é befriended por unanimidade, sendo dado o nome "Marine".
Marine acclimates com seu novo estilo de vida, mas de repente desenvolve androphobia. Preocupado com a sua invulgar medo, o grupo ter a Marinha Lorelei diagnósticos que seu comportamento como os efeitos da puberdade. Isto tem um efeito sobre o inescrutável Lime, que logo começa a exibir semelhante inquietação em torno Otaru. Mais tarde, no mesmo dia que as coisas só intensificar Otaru acidentalmente viagens em Lime e, incidentalmente beijá-la no processo. Marinha vai a um alvoroço de ver isto e chocante plasma gera uma tempestade. Otaru juncos para fazer face a Marinha a partir de um raio em greve, e é por causa dessa mesma coragem que ela leva a apreciar ele.
Durante todo o dia da Marinha proficiente capacidade para multitarefa irrita Lime, que é criticado por ser preguiçoso. Em uma tentativa de mostrar-se na frente da Marinha Luchs, Lime atende uma viagem a desenterrar bambu brotos comestíveis. Durante a sua permanência nos campos, eles encontram um ciborgue polimórficos inferno-curvadas em matar Marine. Cal e as outras marionetes combater o ciborgue, mas que são inúteis. Rebelado na criatura, para isso, Marinho incinerates-lo com plasma energia, superaquecimento própria. As marionetes são levados ao castelo Japoness para a recuperação e é lá que encontra Lorelei solteira três circuitos dentro Marine. Assim como a descoberta é feita, vários ciborgues infiltrado do estabelecimento.
Em desvantagem, Otaru, juntamente com Lorelei, são tomadas como reféns com Marine o resgate. Cal e os outros se recusam a mão sobre ela, e em vez de decidir ripostar. Os seus esforços trabalho, mas com o prazo de pagamento a ser meia-noite, pressa para salvar Otaru e Lorelei. Eles estão atrasados, e os restantes ciborgues assimilar a formar um hidious flor-como monstruosidade que é o laço marionetes. Faust angrily tenta matá-la ele próprio, mas é capturado fora-de-guarda e espancado. Ele grita com dor e isso desperta imediatamente um furioso agora Tiger que roars ao topo explodir o monstro off Faust. Com a ajuda da Marinha, os dois conseguem matá-lo. Tal como as coisas começam a instalar-se, em todo o planeta Terra do II começa a rachar e uma poderosa tempestade de plasma é gerado.
Otaru atende uma reunião no castelo de discutir um outro evento programado para ocorrer. Fausto revela que a cada 80.000 anos, uma tempestade catastrófica plasma desenvolve com força suficiente para destruir o planeta. Além disso, Otaru aprende que Marinho é uma marionete prototípicos Saber, desenvolvido pela Nova Texas ter uma tolerância de plasma e utilizá-lo como uma arma. No entanto, porque ignorado concepção de falhas, estas características muito ela e derrotar a morte é certa, se ela continua a amadurecer. Otaru percebe o que justifica, e se recusar a sacrificá-la para salvar o planeta. Unbeknown para eles, Marinha tem eavesdropped sobre a conversa, e agora entendem, e que pretende cumprir, a sua existência. Cal é particularmente contra este e juncos fora para salvar seu amigo no recém-desenvolvidos plasma, desanuviar experimental navio. Apesar incrível velocidade e força, ela não consegue chegar a tempo; Marine já absorveu a maior parte da energia e está pronto para desactivá-la sozinha. Isso prova a ser gravemente prejudicial, com cal é a única consciente de sobrevivência dos dois. Recuperado, Marinho é levado ao castelo de recuperação e reparação; Lorelei promissor para fixar ela. O grupo afastar a sua visita, mas não antes de Lime pende um búzio reservatório próximo a Marinha da orelha, reiterando sua promessa de um dia, visitando o mar juntos.

## Lista de episódios
- episodio 01: Felicidade para Todos / Todo mundo está feliz (みんな幸せ)
- episodio 02: A Bela Azul Marinho (美しきマリンブルー)
- episodio 03: Derepante Amor / Love espontânea Comédia (ラブコメディーは突然に)
- episodio 04: um passado Nebulosa / The Silent Assassin (沈黙の暗殺者)
- episodio 05: O Despertar / Time do Coração do Despertar (こころめざめの時)
- episodio 06: Regresso ao Mar / Regresso ao Mar (海へ還る)

## Músicas
- Abertura01: Sakaseruze! Dokyo-bana (咲かせるぜ!度胸花) realizada por Yuka Imai.
- episodio01: hesitação realizada pela Megumi Hayashibara.
- episodio02: hesitação realizado pela Megumi Hayashibara.
- episodio02: Mamotte Ageru (守ってあげる) realizada por Akiko Hiramatsu.
- episodio03: CORAÇÃO ventilarem desempenhado por Yuri Shiratori.
- episodio04: Nare não Kage (影になれ) desempenhado por Ai Orikasa.
- episodio05: provavelmente não Uta wo Kikinagara (風の詩を聞きながら) interpretado porKanemaki Urara.
- episodio06: I'll Be There (Ballad Version) realizada pela Megumi Hayashibara.
- Música Série: PAROME

## Sua exibição nas televisões do Brasil
- Locomotion
- Animax Brasil